# Karone (langue)
Pour les articles homonymes, voir Karone.
Le karone (ou karon, karoninka) est une langue africaine apparentée au diola, principalement parlée dans le sud du Sénégal – en Basse-Casamance – et un peu en Gambie.
Elle fait partie des langues bak, un sous-groupe des langues atlantiques du nord, au sein de la grande famille des langues nigéro-congolaises.
Le karone est parfois présenté comme une langue menacée, mais ne figure pas sur la liste actuelle des langues en danger de l'UNESCO.

## Population
Le karone est la langue des Karones, une population insulaire assez isolée, mais dotée d'une grande cohésion sociale.
Au total, environ 10 420 personnes le parlent, dont 9 070 au Sénégal (2002), dans le sud-ouest du pays, le long de la côte, au sud de Diouloulou et aux alentours de Kafountine.

## Description
Cette langue est assez proche du mlomp.

## Écriture
| a | á | c | e | é | f | h | i | í | k | l | m |
| n | ñ | ŋ | o | ó | p | s | t | u | ú | w | y |